# BonnEconLab
Das BonnEconLab der Universität Bonn ist das älteste Labor für Experimentelle Ökonomik in Europa.
Das Institut wurde 1984 vom deutschen Volkswirt und Mathematiker Reinhard Selten gegründet. Bis Ende 2013 haben dort rund 30.000 Menschen an wissenschaftlichen Versuchen teilgenommen, mit denen ihr wirtschaftliches Verhalten und Handeln untersucht wurde. Im Vordergrund stehen dabei Experimente zu Auktionen und Märkten, Verhandlungen, Arbeits- und Gesundheitsökonomik, Fairness und Reziprozität, Gruppenentscheidungen sowie interkulturelle  Untersuchungen und Neuroökonomik.